# The 355
The 355 is een Amerikaanse film uit 2022, geregisseerd door Simon Kinberg. De hoofdrollen worden vertolkt door een vrouwelijke ensemble bestaande uit Jessica Chastain, Penélope Cruz, Fan Bingbing, Diane Kruger en Lupita Nyong'o, die als een groep internationale spionnen moeten samenwerken om te voorkomen dat een terroristische organisatie de Derde Wereldoorlog ontketent.

## Verhaal
Nadat een uiterst geheim wapen in handen is gevallen van huursoldaten, moet CIA-agente Mace de krachten bundelen met haar Duitse rivaal Marie, de Britse computerspecialist Khadijah en de Colombiaanse psycholoog Graciela om het wapen terug te vinden. Elke stap wordt gevolgd door de mysterieuze Lin Mi Sheng.

## Rolverdeling
| Acteur                | Personage           | Opmerkingen                         |
| --------------------- | ------------------- | ----------------------------------- |
| Jessica Chastain      | Mason "Mace" Browne | een CIA-agente                      |
| Penélope Cruz         | Graciela Rivera     | een DNI-agente en psycholoog        |
| Fan Bingbing          | Lin Mi Sheng        | een MSS-agente                      |
| Diane Kruger          | Marie Schmidt       | een Duitse BND-agente               |
| Lupita Nyong'o        | Khadijah Adiyeme    | een voormalig MI6-agente            |
| Sebastian Stan        | Nick Fowler         | een CIA-officier en Mace's collega  |
| Jason Flemyng         | Elijah Clarke       | een machtige misdaadbaas            |
| Édgar Ramírez         | Luis Rojas          | een DNI-agent                       |
| Leo Staar             | Grady               | een CIA-agent                       |
| John Douglas Thompson | Larry Marks         | Mace en Nick's superieur bij de CIA |
| Sylvester Groth       | Jonas Muller        | Marie's superieur bij de BND        |
| Emilio Insolera       | Giovanni Lupo       | een professionele hacker            |
| Jason Wong            | Stevens             | een medewerker van de 355           |

## Productie
Tijdens het werken aan X-Men: Dark Phoenix kwam Jessica Chastain op het idee om een ensemblefilm te maken met internationale vrouwelijke agenten die niet echt vertegenwoordigd waren in het genre, met uitzondering van Charlie's Angels. Even later wist ze regisseur Simon Kinberg en actrices Lupita Nyong'o, Penélope Cruz, Marion Cotillard en Fan Bingbing voor het project te winnen. De film moet gebaseerd zijn op de tonaliteit van de films in de Bourne-serie en ook parallellen vertonen met Mission: Impossible en James Bond. In tegenstelling tot andere genrevertegenwoordigers moet de realiteit van de hedendaagse spionagehandel echter authentiek worden weergegeven en moet het team op de voorgrond staan. Het scenario is geschreven door Theresa Rebeck, terwijl Kinberg, Chastain en Kelly Carmichael van het speciaal opgerichte productiebedrijf Freckle Films als producenten optraden.
In een interview zei Chastain dat ze opgroeide in een tijd waarin spionagefilms erg nationalistisch en 'heel insulair' aanvoelden. In plaats daarvan wilde ze een film maken ver weg van nationalisme, waar diversiteit een troef was en het unieke van elk personage haar kracht was. De vijf hoofdrolspeelsters verschenen voor het eerst samen op het Filmfestival van Cannes in 2018, terwijl Kinberg en Rebeck de film presenteerden aan potentiële kopers in Hotel Barrière Le Majestic Cannes. FilmNation Entertainment is verantwoordelijk voor de wereldwijde distributie en CAA Media Finance voor Noord-Amerika en China. Uiteindelijk verwierf Universal Studios de distributierechten in Noord-Amerika voor ongeveer $ 20 miljoen; nog eens 75 miljoen werd besteed aan de begroting.
Chastain kwam de titel The 355 tegen toen ze onderzoek deed naar de film Zero Dark Thirty. "Agent 355" was de codenaam van een van de eerste vrouwelijke spionnen in de Verenigde Staten tijdens de Amerikaanse Revolutie, wiens identiteit tot op de dag van vandaag onbekend is. Volgens Chastain wordt "Code 355" nog steeds gebruikt door veel vrouwen in de CIA en soortgelijke instanties om een vrouwelijke spion te beschrijven, een onzichtbare vrouw zonder naam. In mei 2019 voegden Sebastian Stan en Édgar Ramírez zich bij de cast, terwijl Cotillard de productie om persoonlijke redenen verliet. Ze werd even later vervangen door Diane Kruger.
De filmmuziek is gecomponeerd door Tom Holkenborg, beter bekend als Junkie XL. De aftiteling is voorzien van het nummer "Boys Wanna Be Her" van Peaches.

## Release
De film werd in de Verenigde Staten uitgebracht door Universal Pictures op 7 januari 2022. Oorspronkelijk stond de release gepland voor 15 januari 2021, maar werd uitgesteld tot 14 januari 2022 vanwege de COVID-19-pandemie, voordat het met een week werd opgeschoven naar 7 januari. De film wordt 45 dagen na de bioscooprelease op Peacock gestreamd.

## Ontvangst
Op Rotten Tomatoes heeft The 355 een waarde van 25% en een gemiddelde score van 4,50/10, gebaseerd op 197 recensies. Op Metacritic heeft de film een gemiddelde score van 40/100, gebaseerd op 39 recensies.